# Coenosia fraterna
Coenosia fraterna är en tvåvingeart som beskrevs av Malloch 1918. Coenosia fraterna ingår i släktet Coenosia och familjen husflugor. Inga underarter finns listade i Catalogue of Life.